# Đặc khu kinh tế Kostrzyn–Słubice
Đặc khu kinh tế Kostrzyn - Slubice ở trung tâm châu Âu, phía tây Ba Lan, dọc theo biên giới Ba Lan - Đức.
Khu vực này nằm ở ba tỉnh miền tây Ba Lan: Lubuskie, Zachodniopomorskie và Wielkopolskie, từ Karlino, Goleniów và Police ở miền Bắc, đến Lubsko và Bytom Odrzański ở miền Nam. Nó sử dụng tiềm năng kinh tế và du lịch của gần như toàn bộ phía tây của Ba Lan. Trong khu vực này, người ta có thể tìm thấy các thành phố lớn nhất, các trung tâm công nghiệp và thương mại của vùng: Poznań, Szczecin, Gorzów Wielkopolski và Zielona Góra.
Được thành lập vào năm 1997, Kostrzyn - Slubice SEZ là một trong những đặc khu kinh tế phát triển nhanh nhất ở Ba Lan, vì tỷ lệ miễn thuế cao, hiện là một trong những khu vực có mức miễn thuế cao nhất ở Ba Lan cũng như các khu khai thác thương mại.

## Các tiểu khu

### Lubuskiehoặc Lubusz Voivodeship
Kostrzyn nad Odra, Słubice, Gorzow Wielkopolski, Miedzyrzecz, Rzepin, Zielona Góra, Gubin, Nowa Sol, Bytom Odrzański, Czerwieńsk, Lubsko, sulecin, Strzelce Krajenskie.

### Zachodniopomorskiehoặc West Pomeranian Voivodeship
- Barlinek,
- Goleniów (xem: Công viên Goleniowski Przemysłowy),
- Karlino
- Police (xem: Policki Park Przemysłowy),
- Stargard Szczeciński (xem: Công viên Stargardzki Przemysłowy).

### Wielkopolskiehoặc Greater Ba Lan Voivodeship
Jigzież, Poznań, Swarzędz.

## Vị trí
Đặc khu kinh tế Kostrzyn - Słubice nằm ở trung tâm châu Âu, nằm ngay sát biên giới Đức. Khu vực này có các tuyến giao thông vận tải hành khách và thương mại kết nối với phía tây.
Khu vực này nằm gần các tuyến đường chính bao gồm đường cao tốc quốc tế E30 (A2), E65 (A3) và E28 và gần tuyến đường sắt quốc tế Paris - Berlin - Warsaw - Moscow. Một số tiểu khu nằm trên sông Odra và Warta, có thể ra vào cảng biển ở Szczecin, Swinoujscie và Police, cũng như các cảng Berlin và Hamburg của Đức. Tất các tiểu khu đều gần sân bay với các cơ sở hạ tầng cho hành khách và hàng hóa tại các thành phố Babimost, Goleniów và thủ đô Berlin của Đức, cũng như gần các trung tâm thương mại và sản xuất nằm ở các thành phố lớn nhất của các khu vực xung quanh: Gorzów Wlkp, Zielona Góra, Poznań, Szczecin và Koszalin.

## Đầu tư
Các loại sản xuất chủ yếu của các nhà đầu tư khác nhau trong Đặc khu kinh tế là hóa chất, cơ khí, dệt may, gỗ, giấy, máy móc, vật liệu xây dựng và tạp hóa.
Khu vực này đã cấp hơn 140 giấy phép kinh doanh, ví dụ như cho Volkswagen, Faurecia, Funai Electrics, Arctic Paper, ICT, AB Food, Podravka, Wendre, Teleskop, BEE, TPV và còn nhiều doanh nghiệp khác nữa...
Hợp tác kinh tế với Đức của đặc khu kinh tế này tăng trưởng mạnh mẽ. Các đối tác khác của khu vực có thể kể đến như Pháp, Ý, Đan Mạch, Hà Lan, Cộng hòa Séc, Anh, Bỉ, Tây Ban Nha, các nước Scandinavi, Nhật Bản, Ấn Độ, Mỹ và nhiều nơi khác.

## Trợ cấp
Các công ty điều hành hoạt động kinh doanh tại Đặc khu kinh tế Kostrzynifer Słubice có quyền được nhận hỗ trợ khu vực trong việc miễn thuế doanh nghiệp cho một trong các loại sau: chi phí đầu tư hoặc tạo ra nơi làm việc mới.
Ở những tiểu khu thuộc Lubuskie Voivodeship, các công ty quyết định tiến hành hoạt động kinh doanh tại Đặc khu kinh tế Kostrzyn - Słubice, được hưởng lợi từ việc miễn thuế doanh nghiệp cho chi phí đầu tư ban đầu hoặc 2 năm chi phí thuê nhân công, sau khi nhận được giấy phép kinh doanh từ SEZ. Các công ty quy mô nhỏ được miễn trừ 70%, các công ty cỡ vừa được hưởng 60% miễn trừ và các công ty lớn được hưởng 50% miễn trừ.
Đối với các tiểu khu thuộc Wielkopolskie và Zachodniopomorskie Voivodeship, các khoản phụ cấp này giảm 10%, xuống còn 60% cho các công ty nhỏ, 50% cho các công ty cỡ trung bình và 40% cho các công ty lớn.